# Salame Sant'Angelo di Brolo
Il salame Sant'Angelo di Brolo è un preparato a base di carne di maiale allevato sui Nebrodi, a pasta grossa, a indicazione geografica protetta, prodotto a Sant'Angelo di Brolo, comune italiano della città metropolitana di Messina, e nei comuni limitrofi.